# Alekszej Alekszejevics Ignatyjev
Alekszej Alekszejevics Ignatyjev gróf (Алексей Алексеевич Игнатьев); orosz, majd szovjet diplomata; katonatiszt.

## Életpálya
Apja gróf Alekszej Ignatyjev tábornok, anyja Szofija Mescserszkaja nagyhercegnő volt. Mint katonatiszt részt vett az orosz–japán háborúban. Memoárját Ötven év alakzatban (Пятьдесят лет в строю) címmel publikálta, amit több ízben kiadtak.
1908-ban lett katonai attasé Dániában, Svédországban és Norvégiában. 1912-ben Franciaországba küldték, ugyancsak katonai attasénak. A forradalmat követően a bolsevik oldalra állt, de Franciaországban maradt. A párizsi orosz pénzeszközökhöz csak ő fért hozzá, amit nem adott át a fehér emigrációnak követelésük ellenére sem, hanem 1925-ben a szovjet kormány rendelkezésére bocsátotta (225 millió aranyfrank volt ez az összeg). Ennek köszönhetően kereskedelmi képviselőnek nevezték ki. Párizsból 1937-ben tért vissza Oroszországba (akkor már Szovjetunió). 
A Vörös hadsereg különböző oktatási intézményeiben tanított. 1947-ben szerelt le.
Megírta memoárjait. Öreg korában többek között arisztokrata szokások ábrázolását, mozgást, gesztusokat, stb. tanított rajzfilmeseknek Moszkvában (a Szojuzmultfilmnél).
Egy gyatra és hamis keletnémet játékfilmben feldolgozták a forradalom idején tanúsított párizsi szerepét. Később egy orosz film is készült róla (Кромовъ; 2009).

„...velünk utazott Ignatyjev volt cári tábornok és gróf, a cári rendszer katonai attaséja, az egykori követség pénzének őrzője, aki a forradalom után nem volt hajlandó átadni ezt a pénzt az emigránsoknak, hanem visszaadta a szovjet kormány képviselőjének, mondván, hogy az mindenképpen Oroszországot illeti, bármilyen rendszer is legyen ott.”

– Károlyi Mihály: Hit, illúziók nélkül